# Station Hovmarken
Station Hovmarken is een spoorweghalte in Lystrup in de Deense gemeente Aarhus. De halte ligt aan de lijn Aarhus - Grenaa. 